# NHS COVID-19
O NHS COVID-19 é um aplicativo de rastreamento de contatos para monitorar a propagação da pandemia de COVID-19 no Reino Unido, encomendado pela NHSX e desenvolvido pela divisão Pivotal da empresa americana de software VMware, para uso em smartphones Android e iOS. Um programa de teste piloto foi iniciado na Ilha de Wight, com os residentes podendo instalá-lo a partir de 6 de maio de 2020, mas em 18 de junho o desenvolvimento do aplicativo foi abandonado em favor de um novo design usando o sistema de notificação de exposição da Apple / Google.

## Descrição
Em março de 2020, a NHSX encomendou um aplicativo de rastreamento de contatos para monitorar a propagação no Reino Unido da doença de coronavírus 2019 (COVID-19) na pandemia de 2020
 desenvolvida pela divisão Pivotal da empresa americana de software VMware.
 O aplicativo usa uma abordagem centralizada, em contraste com o projeto de rastreamento de contatos do Google / Apple. O NHSX consultou especialistas em ética e o Centro Nacional de Segurança Cibernética (NCSC) do GCHQ sobre os aspectos de privacidade.

O aplicativo registra a marca e o modelo do telefone e solicita ao usuário sua área de código postal. Ele gera um número de identificação de instalação exclusivo e também um número de identificação diário. Em seguida, ele usa Bluetooth Low Energy (BLE) para registrar o número de identificação diária de outros usuários nas proximidades.

Se um usuário estiver indisposto, ele poderá informar o aplicativo sobre sintomas característicos do COVID-19, como febre e tosse. Esses detalhes são então passados para um servidor central do NHS. Isso avaliará as informações e notificará outros usuários que estiveram em contato, dando a eles conselhos apropriados, como distanciamento físico. O NHS também providenciará um teste de zaragatoa do usuário indisposto e o resultado determinará novas notificações para os contatos: se o teste confirmar infecção por COVID-19, os contatos serão solicitados a se isolar.

## Pessoas chave
Dentro do NHSX, o projeto foi liderado pelo CEO Matthew Gould e Geraint Lewis. Por volta de 17 de junho, Gould e Lewis retornaram às suas outras funções, e Simon Thompson - diretor de produtos do supermercado online Ocado e ex-executivo da Apple - foi contratado para gerenciar o projeto.

## Planos de implantação e cancelamento
O primeiro julgamento público do aplicativo começou na Ilha de Wight em 5 de maio de 2020
 e em 11 de maio já havia sido baixado 55.000 vezes.
Quando os primeiros esquemas nacionais de rastreamento de contatos foram lançados em 28 de maio - NHS Test and Trace na Inglaterra, Test and Protect na Escócia - o aplicativo não estava pronto para ser incluído. Respondendo a uma pergunta no briefing diário do governo em 8 de junho, Hancock não pôde dar uma data para a implantação do aplicativo na Inglaterra, dizendo que seria apresentado "quando for o caso". Em 17 de junho, Lord Bethell, ministro júnior de Inovação do Departamento de Saúde e Assistência Social, disse que "estamos procurando fazer algo acontecer antes do inverno... não é uma prioridade para nós no momento".
Em 18 de junho, o secretário de Saúde Matt Hancock anunciou que o desenvolvimento mudaria para o sistema Apple/Google depois de admitir que as restrições da Apple ao uso do Bluetooth impediam que o aplicativo funcionasse efetivamente. No mesmo comunicado à imprensa, Dido Harding, líder do programa de teste e rastreamento do Reino Unido, disse: "O que fizemos ao testar com rigor o aplicativo Covid-19 e a versão Google-Apple demonstra que nenhum deles está funcionando suficientemente bem. bom o suficiente para ser realmente confiável para determinar se algum de nós deve se auto-isolar por duas semanas [e] isso é verdade em todo o mundo ".

## Críticas

### Funcionalidade
A funcionalidade do aplicativo foi questionada no final de abril e no início de maio de 2020, pois o uso do Bluetooth pelo software exigia que o aplicativo estivesse constantemente em execução, o que significa que os usuários não poderiam usar outros aplicativos ou bloquear o dispositivo para que o aplicativo funcionasse corretamente. Dizia-se que os desenvolvedores do aplicativo encontraram uma maneira de contornar essa restrição.

### Preocupações com a privacidade
O aplicativo estava sujeito a preocupações de privacidade, o governo recuando nas declarações iniciais de que os dados coletados a partir do aplicativo não seriam compartilhados fora do NHS.
 Matthew Gould, CEO da NHSX, o departamento governamental responsável pelo aplicativo, disse que os dados seriam acessíveis a outras organizações, mas não divulgaram quais.
 Os dados coletados não seriam necessariamente anonimizados
  e seriam mantidos em um repositório centralizado.
  Mais de 150 dos especialistas em segurança e privacidade do Reino Unido alertaram que os dados do aplicativo poderiam ser usados por "um ator ruim (estado, setor privado ou hacker)" para espionar os cidadãos.
  Os medos foram discutidas pela Câmara dos Direitos Humanos Select Committee sobre os planos para o aplicativo para gravar os dados de localização do usuário.
 O Comitê Conjunto de Direitos Humanos do Parlamento disse que o aplicativo não deve ser lançado sem as devidas proteções de privacidade.
 O governo escocês disse que não recomendaria o aplicativo até ter certeza de que funcionaria e estaria seguro.